# Ronco Canavese
Ronco Canavese (piemontesisch Ronch Canavèis, frankoprovenzalisch Ronk) ist eine Gemeinde in der italienischen Metropolitanstadt Turin (TO), Region Piemont.

## Lage und Einwohner
Ronco Canavese liegt rund 70 km nördlich von Turin. Das Gemeindegebiet umfasst eine Fläche von 96 km² und hat 315 Einwohner (Stand 31. Dezember 2023). Ronco Canaves ist das hinterste Dorf im Val Soana. Zur Gemeinde gehören die Fraktionen (Frazioni) Villanuova, Lilla, Bogera, Montelavecchia, Bosco, Boschietto, Boschettiera, Villaggio Betassa, Pinera, Grangia, Convento, Quandin, Puntagliera, Lasinetto, Pezzetto, Molino di Forzo, Tressi, Forzo, Cernisio und Scandosio.
Die Nachbargemeinden sind Cogne, Valprato Soana, Traversella, Locana, Ingria, Ribordone, Pont-Canavese und Sparone. 

### Bevölkerungsentwicklung
In den letzten hundert Jahren ist die Wohnbevölkerung in diesem abgelegenen Bergdorf um 90 % zurückgegangen!

## Sehenswürdigkeiten
In Ronco Canavese, im Soanatal des Gran Paradiso Nationalparks, befindet sich das „Ökomuseums des Kupfers“. In der aus dem Jahre 1675 stammenden Kupferschmiede werden die frühesten vorindustriellen Phasen der Kupferproduktion durchgegangen, als die Hochöfen mit Holzkohle gespeist und die Maschinenbewegung durch Wasserkraft erzeugt wurden.

## Galerie

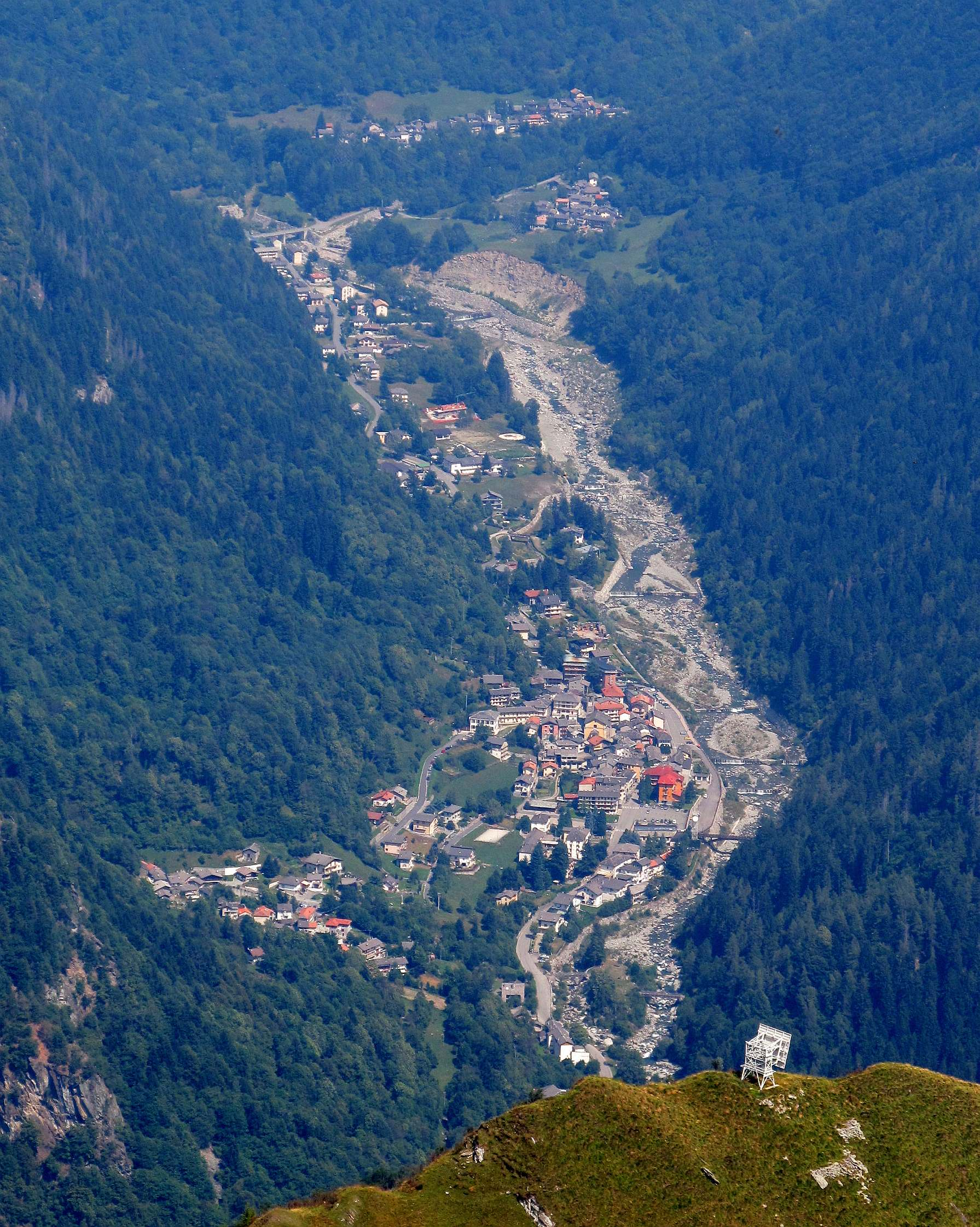
Panorama
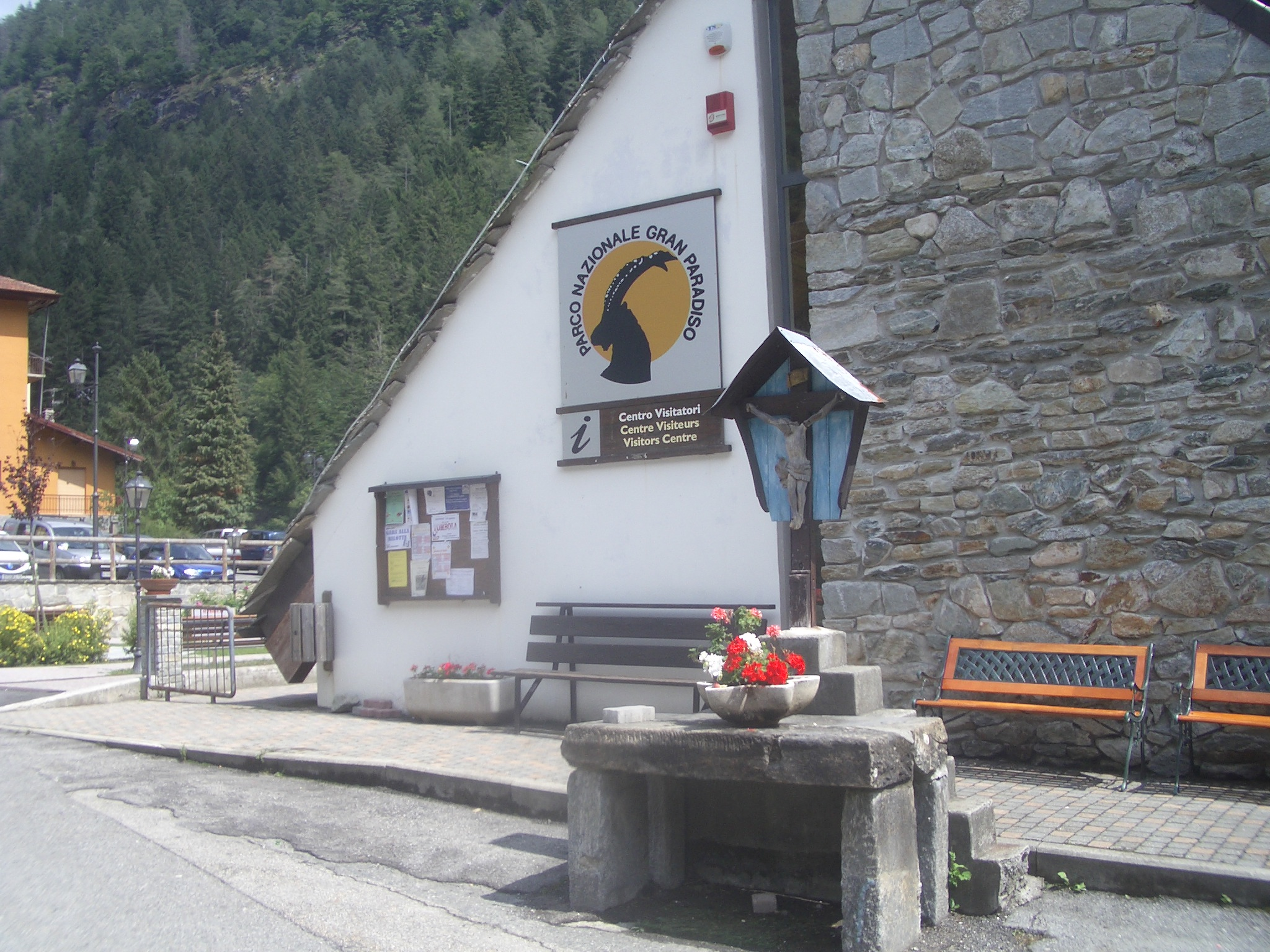
Ansicht mit dem Logo vom Nationalpark
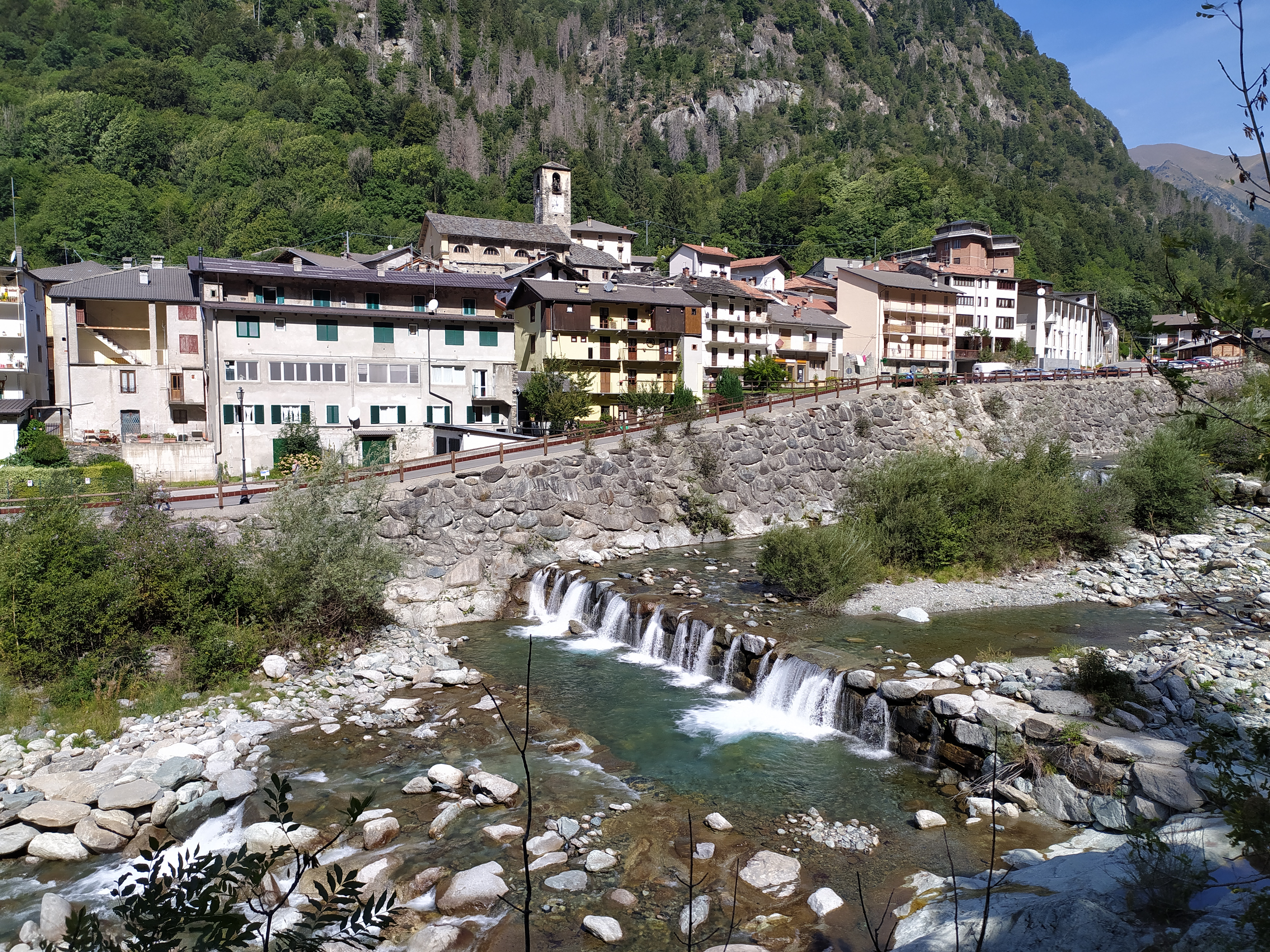
Panorama
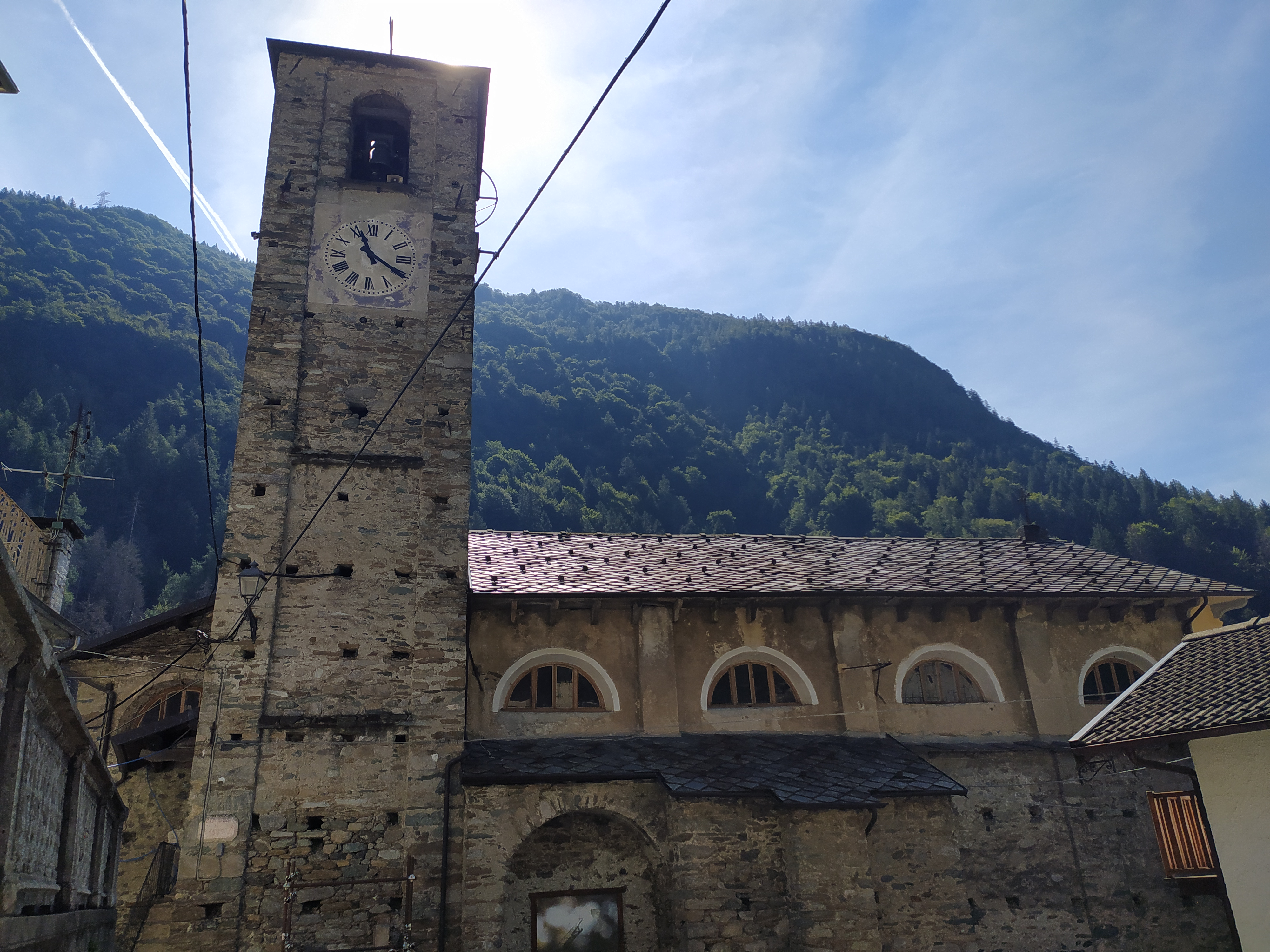
Kirche Parrocchiale
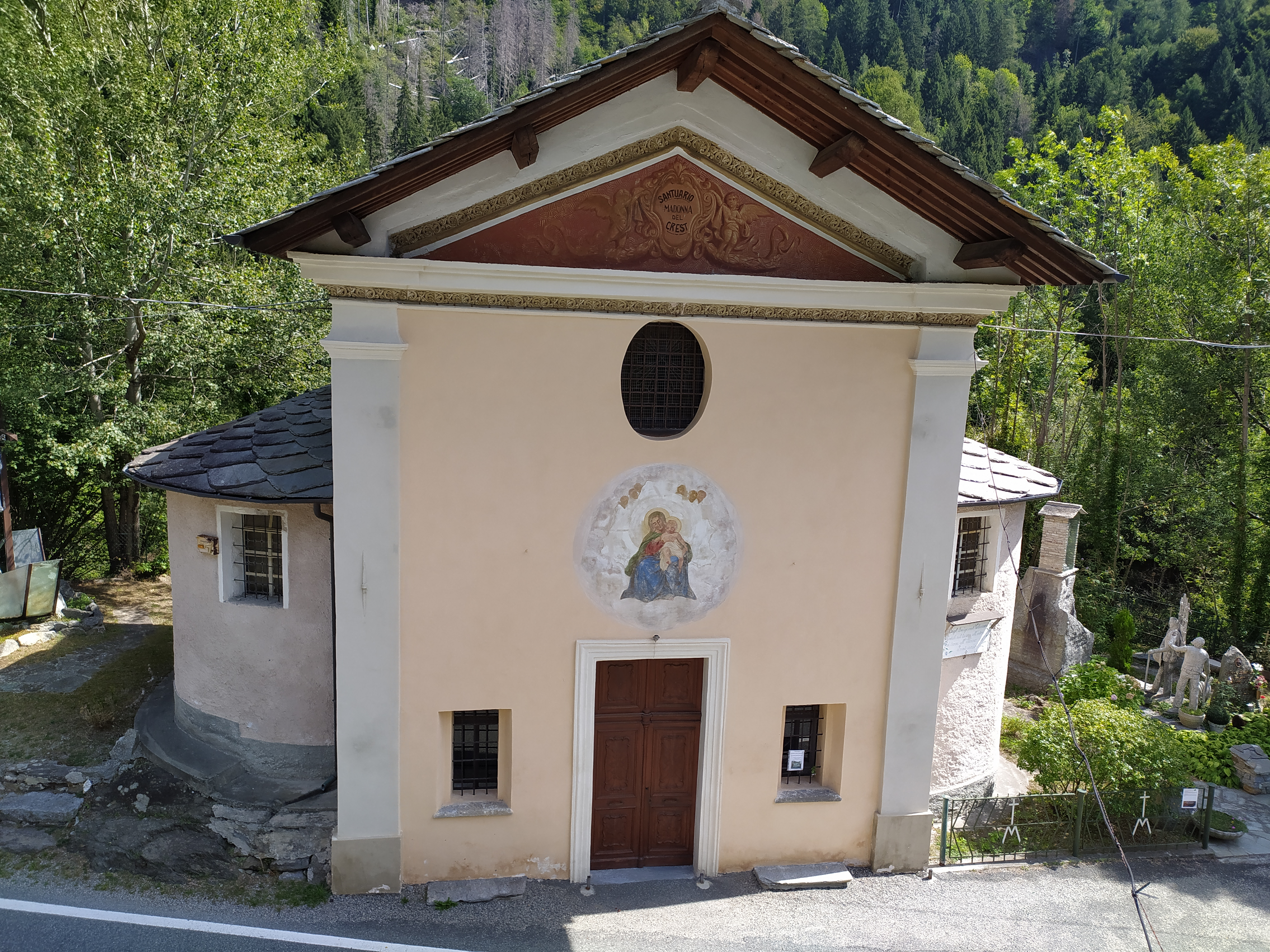
Heiligtum der Madonna del Crest
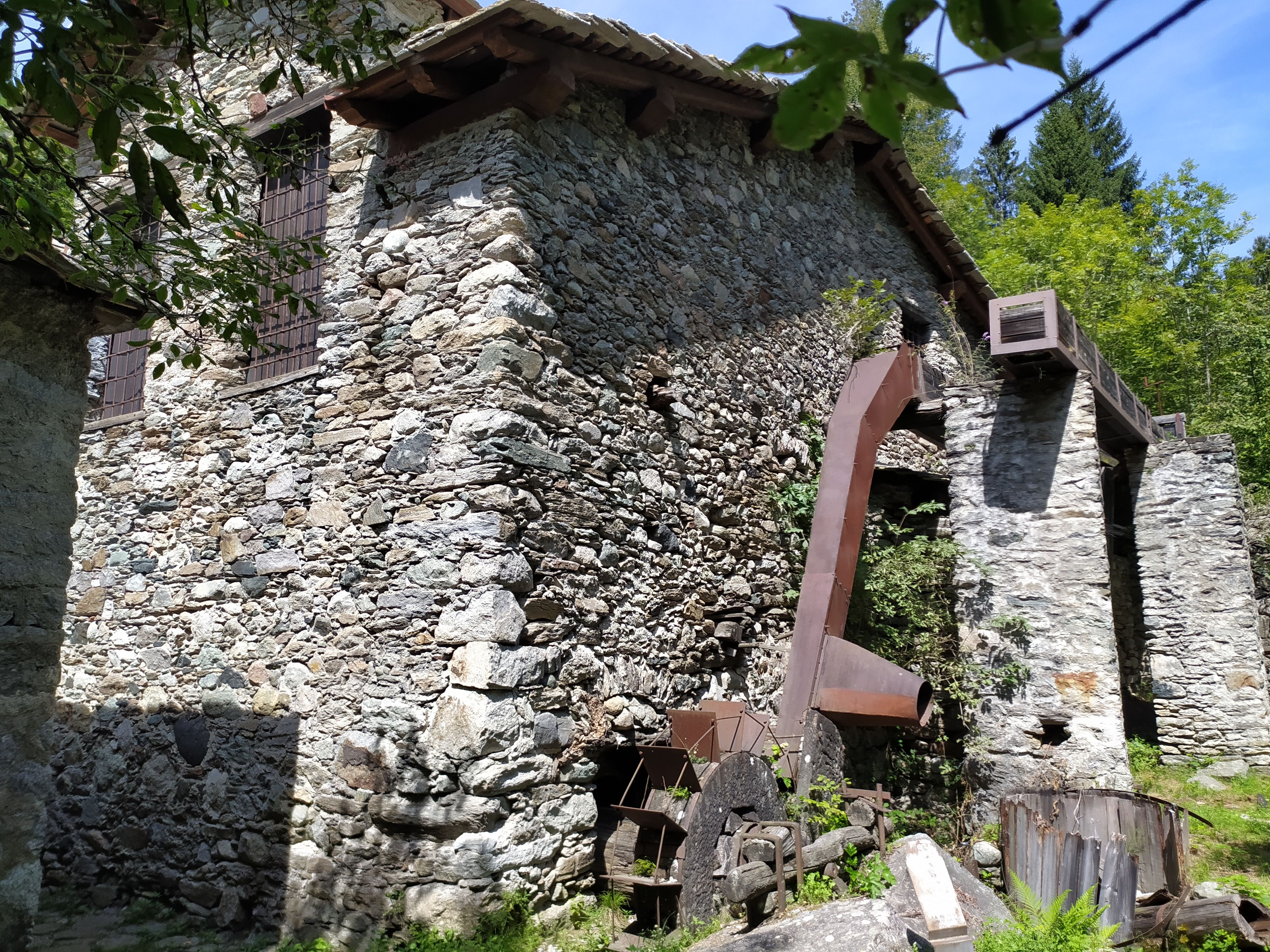
Kupferschmiede
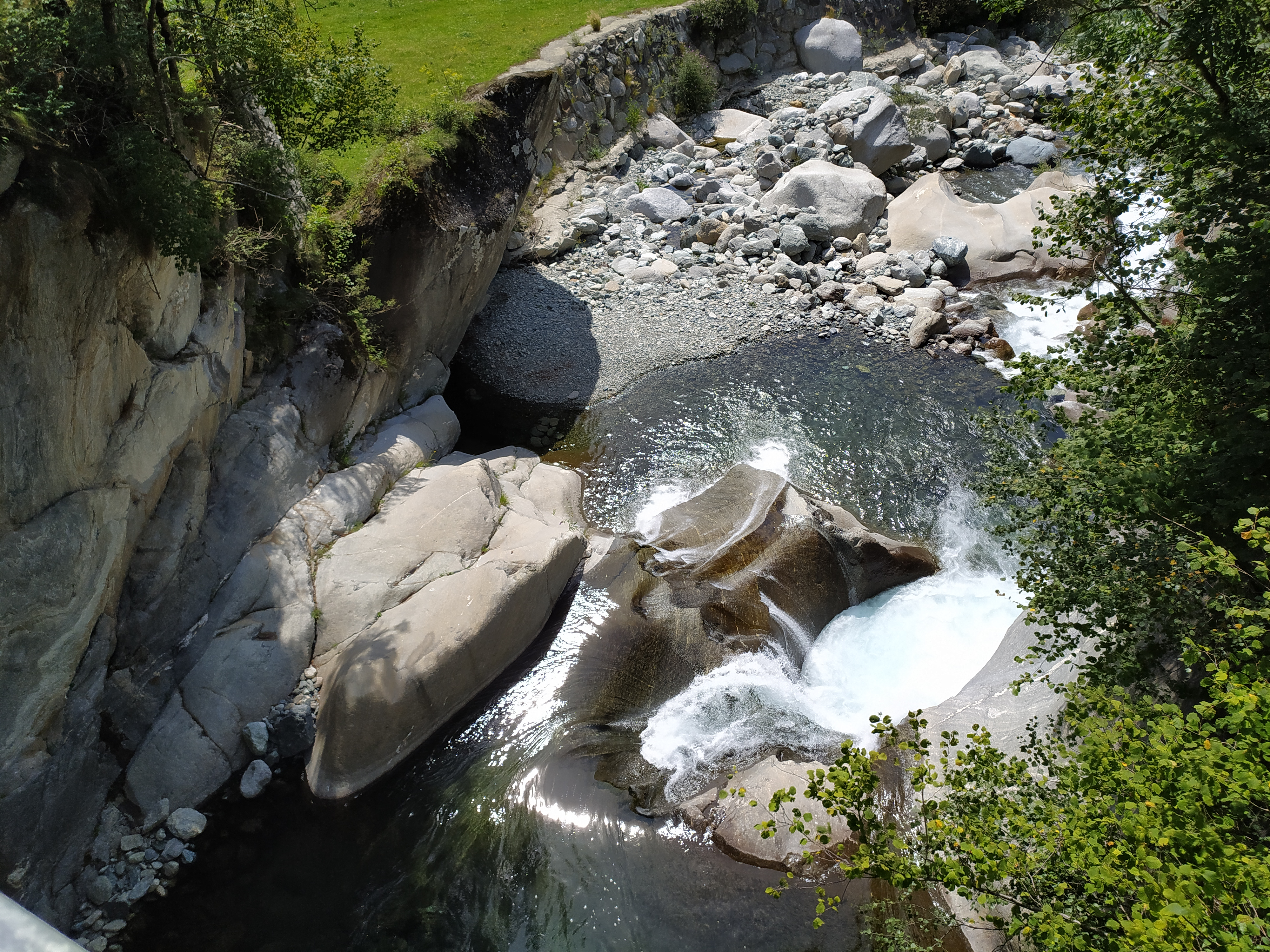
"Marmitta del Gigante" in der Soana